# Club Deportivo Tenerife 2015-2016
Questa voce raccoglie le informazioni riguardanti il Club Deportivo Tenerife nelle competizioni ufficiali della stagione 2015-2016.

## Rosa

### Rosa 2015-2016
| N. |                      | Ruolo | Calciatore      |
| -- | -------------------- | ----- | --------------- |
| 3  | Spagna (bandiera)    | D     | Germán Sánchez  |
| 4  | Spagna (bandiera)    | D     | Cristian García |
| 5  | Spagna (bandiera)    | D     | Alberto Jiménez |
| 6  | Spagna (bandiera)    | C     | Vitolo          |
| 7  | Spagna (bandiera)    | A     | Pedro Martín    |
| 8  | Spagna (bandiera)    | C     | Ricardo León    |
| 9  | Honduras (bandiera)  | A     | Anthony Lozano  |
| 10 | Spagna (bandiera)    | C     | Suso (capitano) |
| 11 | Argentina (bandiera) | C     | Tomás Martínez  |
| 13 | Spagna (bandiera)    | P     | Roberto         |
| 14 | Spagna (bandiera)    | D     | Carlos Ruiz     |

| N. |                       | Ruolo | Calciatore       |
| -- | --------------------- | ----- | ---------------- |
| 15 | Spagna (bandiera)     | D     | Jon Aurtenetxe   |
| 16 | Spagna (bandiera)     | D     | Aitor Sanz       |
| 18 | Spagna (bandiera)     | D     | Saúl García      |
| 19 | Spagna (bandiera)     | C     | Jairo Izquierdo  |
| 20 | Portogallo (bandiera) | C     | Thierry Moutinho |
| 21 | Spagna (bandiera)     | D     | Jorge Sáenz      |
| 22 | Spagna (bandiera)     | C     | Nano             |
| 23 | Spagna (bandiera)     | D     | Raúl Cámara      |
| 25 | Venezuela (bandiera)  | P     | Dani Hernández   |
| 26 | Spagna (bandiera)     | C     | Cristo González  |
| 38 | Spagna (bandiera)     | C     | Omar Perdomo     |